# Hala Gawłowska

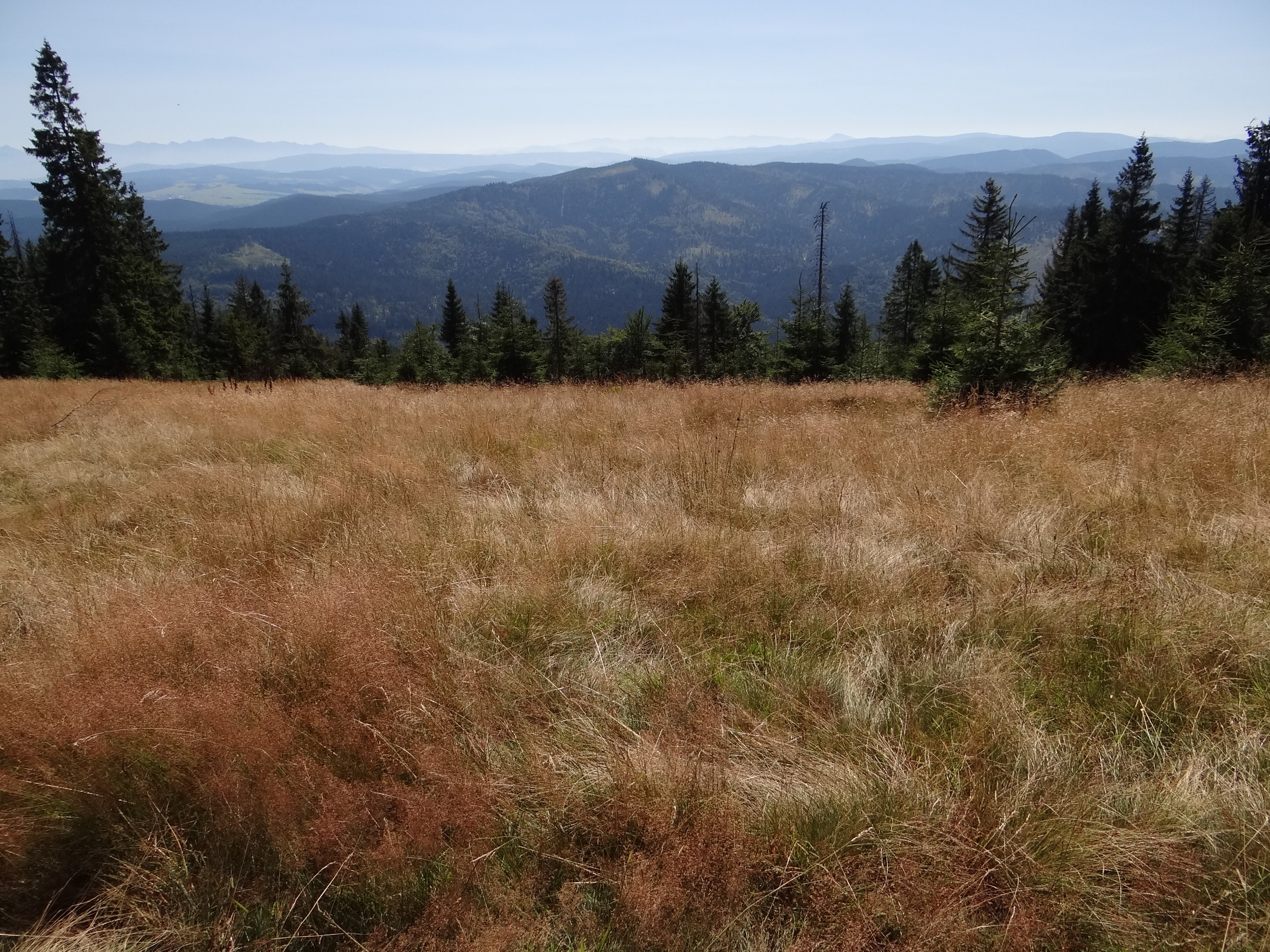
Hala Gawłowska

Hala Gawłowska – polana w Grupie Lipowskiego Wierchu i Romanki w Beskidzie Beskid Żywiecko-Orawskim. Położona jest na południowych, podszczytowych stokach pomiędzy Boraczym Wierchem (1244 m) a Lipowskim Wierchem (1324 m). W przeszłości była intensywnie użytkowana pastersko, stąd tradycyjna nazwa „hali”, niemająca jednak nic wspólnego z halą jako piętrem roślinnym w górach. Drugi człon nazwy pochodzi od właściciela Gaweł.
Hala Gawłowska znajduje się w granicach wsi Złatna w województwie śląskim, w powiecie żywieckim w gminie Ujsoły. Położona jest na wysokości około 1160–1250 m powyżej źródeł Zająców Potoku i Śmierdzącego Potoku. Są tutaj dwie hale; część zachodnia to Hala Gawłowska, część wschodnia to hala Bieguńska. Prowadzą przez nie dwa szlaki turystyczne. Polana jest dobrym punktem widokowym na południową stronę, szczególnie na graniczny, polsko-słowacki grzbiet od Pilska po Wielką Raczę. Widoczne z niej są również Tatry i Góry Choczańskie. W przenawożonych miejscach, gdzie dawniej stały koszary dla owiec rosną łany szczawiu alpejskiego.

## Szlaki turystyczne
Rajcza – Zapolanka – Redykalny Wierch – hala Bacmania – Hala Gawłowska – hala Lipowska – hala Rysianka – Romanka
 Milówka – schronisko PTTK na Hali Boraczej – Redykalny Wierch – Bacmania – Hala Gawłowska – schronisko PTTK na Hali Rysianka – Żabnica-Skałka.